# Félicien Trewey
Félicien Trewey, né le 23 mai 1848 à Angoulême (mais ayant vécu à Monteux dès la prime enfance) et mort le 2 décembre 1920 à Asnières-sur-Seine, est un célèbre artiste français, spécialiste d'ombromanie et prestidigitateur. Son vrai nom est Trevey, auquel il a ajouté un V pour créer son nom de scène.

## Activités professionnelles
Spécialiste de mimes et ombres chinoises (ombromanie), il utilise de nombreux chapeaux pour rendre les personnages qu'il mime. Il caricature, entre autres, les célébrités de l'époque (Gambetta, Bismarck, Thiers, Émile Zola, etc.). 
Il est aussi un prestidigitateur internationalement reconnu. Il fait quelques passages sur la scène du Théâtre Robert-Houdin dirigée par Georges Méliès et est engagé par Compars Herrmann (en) pour une tournée américaine.
Ami des frères Lumière, il tourne dans plusieurs de leurs films, notamment l'un des premiers de 1896 : Partie d’écarté. Il apparaît aussi dans Assiettes tournantes, Le serpent, Chapeaux à transformations. 
Félicien Trewey introduit le cinématographe Lumière en Grande-Bretagne en février 1896. Il est chargé du Phono Cinéma Théâtre lors de l'Exposition universelle de 1900. Mais il a beaucoup d'autres talents : trapèze, gymnastique, jongle, danse, etc. Il a aussi la particularité de pouvoir écrire à l'envers. Il fait de nombreuses tournées dans toutes les grandes villes européennes et américaines.

## Filmographie
- Trewey comédien
- Trewey prestidigitateur